# La Mère Christain
Pour plus de détails, voir Fiche technique et Distribution.
La Mère Christain est un film français réalisé par Myriam Boyer, sorti en 1998.

## Synopsis
Dans un bistrot de la Mulatiere, un quartier de Lyon, dans les années cinquante. C'est la mère Christain qui tient le bistrot. Sa clientèle se compose de mariniers, d'ouvriers, de filles perdues, dans un décor de cheminées d'usines et de rails de chemin de fer. Influencée par les feuilletons de la radio et la lecture du magazine "Détective", la mère Christain s'est mis en tête de mener sa propre enquête et de retrouver seule l'assassin de sa fille, dont le corps a été découvert dans sa cave à charbon.

## Fiche technique
- Titre : La Mère Christain
- Réalisation : Myriam Boyer
- Scénario : Myriam Boyer
- Photographie : Dominique Chapuis
- Son : Henri Roux
- Décors : Frédérique Hurpeau
- Costumes : Jacqueline Bouchard
- Musique : Roland Romanelli
- Montage : Claudine Merlin
- Production : Ciné 9 Productions
- Pays d'origine :  France
- Format : 35 mm - Son mono
- Durée : 90 minutes
- Date de sortie : France - 9 décembre 1998

## Distribution
- Myriam Boyer : la Mère Christain
- Bruno Boëglin : le Riri
- Marilyn Even : la Margot
- Clovis Cornillac : le Ziquet
- Lorraine Bouchet : Gigi
- Philippe Vincent : Monsieur Jean
- Gérard Mignot : Mignot
- Michel Meyrieux : le marinier

## Sélection
- 1998 : Festival de Venise (Semaine de la critique)